# Браян Переа
Браян Андрес Переа Варгас (на испански: Brayan Andrés Perea Vargas) е колумбийски футболист, който играе на поста централен нападател. Състезател на Ботев (Враца).

## Кариера

### Депортиво Кали
Переа започва своята кариера в юношеските формации на Депортиво Кали. Прави дебюта си за първия тим на 10 септември 2011 г. в мач срещу Бояка Чико. Появава се на терена в 77-та минута, заменяйки Сесар Амая. През 2011 не успява да отбележи гол, записвайки само 7 мача, като в повечето от тях бива заменян. През 2012 прави присъствието си по-забележимо, вкарвайки 5 гола, но все още не е способен да остави следа в клуба. Благодарение на впечатляващото си представяне с Колумбия на южноамериканското първенство по футбол за младежи през 2013, на Переа му е гарантирано титулярно място в почти всеки мач. През 2013 г. вкарва още 5 гола за своя роден тим преди да подпише с Лацио, състезаващ се в Серия А.

### Лацио
На 11 февруари 2013, е обявено че Переа е подписал 5-годишен контракт с италианския Лацио за сума от €2.5 милиона. При неговото пристигане му е даден 34 номер. Дебютира на 25 септември, влизайки от пейката при победата с 3:1 като домакин на Катания. При дебюта си в Лига Европа, Переа асистира за два гола при равенството 3:3 като гост на Трабзонспор.
Браян вкарва първия си гол за "орлите" на 20 октомври при загубата с 2:1 като гост на Аталанта, а първия си гол в Лига Европа отбелязва при победата с 0:2 като гост на Легия (Варшава).
Переа прекарва следващите сезони под наем, състезавайки се за Перуджа, Троа и Луго.
На 28 декември 2018 г. се разделя с Лацио по взаимно съгласие. 

### Индепендиенте Санта Фе
На 27 януари 2019, е потвърдено че Переа ще подсили Индепендиенте Санта Фе.

### Ботев Враца
На 16 януари 2022 г. е обявено, че Браян ще подпише с Ботев (Враца). Дебютира на 18 април при загубата с 1:0 като гост на Локомотив (София).

## Национална кариера
Переа представя отбора на Колумбия до 20 г. на южноамериканското първенство по футбол за младежи през 2013. Той отбелязва гол срещу Аржентина в последния мач от груповата фаза. Колумбия печели първенството и се класира за световното първенство по футбол за младежи през същата година. Браян е включен в състава за турнира, записвайки 4 мача, влизайки от пейката във всеки един от тях, преди отборът да бъде отстранен на осминафиналите.

## Успехи
Колумбия до 20 г.
- Южноамериканско първенство по футбол за младежи (1): 2013